# 나카무라 유이치 (배우)
나카무라 유이치(中村 優一, 1987년 10월 8일 ~)는 일본의 배우이다. 소속사는 와타나베 엔터테인먼트이다.(2012년 9월 계약종료)

## 인물
- 와타나베 엔터테인먼트(~2012년 9월) D-boys 소속 배우(2011년 8월 D-BOYS 탈퇴)
- 혈액형 O형, 177cm, 62kg, 천칭좌
- 제1회 D-boys 오디션 그랑프리 수상, 2005년 후지TV 드라마 「고쿠센2」로 데뷔

## 출연

### 영화
- 괴담시리즈「학교괴담」
- 시부야구 마루야마쵸 (06년, 이노우에 선배 역)
- 가면라이더 덴오 이몸, 등장! (07년, 사쿠라이 유토/가면라이더 제로노스 역)
- 가면라이더 덴오&키바 클라이맥스 형사 (08년, 사쿠라이 유토/가면라이더 제로노스 역)
- 안녕 가면라이더 덴오 파이널 카운트다운 (08년, 사쿠라이 유토/가면라이더 제로노스 역)
- 체육관 베이비 (08년, 주연 시바하라 쥰 역)
- 동급생(08년, 주연 시바하라 쥰 역)
- 샤카리키! (08년, 하토무라 다이스케 역)
- 우리들의 방정식 (08년, 주연 시모쿠라 신페이 역)
- 초 가면라이더 덴오와 디케이드 (09년, 사쿠라이 유토/가면라이더 제로노스 역)

### 연극
- 프리즈★미
- limit~당신의 이야기는 무엇입니까?~
- 소피스토리~궤변~
- OUT OF ORDER
- 어덜트한 여자들
- 어느날, 우리들은 꿈속에서 만난다
- D-BOYS STAGE Vol.1「완매사례」
- D-BOYS STAGE Vol.2「라스트 게임」

### TV 드라마
- 고쿠센2 (05년 니혼TV, 카와다 유이치 역)
- 너무 좋아! 다섯형제 GO!! (05년 TBS)
- 가면라이더 히비키 (05년 9월-06년 1월 아사히TV, 키리야 쿄스케 역)
- 키타나이 히-로 (06년 니혼TV, 오노데라 코이치 역)
- DD-BOYS (06년 4월-9월 아사히TV)
- 프린세스 프린세스D (06년 7월-9월 아사히TV, 흑공주-하나죠노 오토야 역)
- 가족선재 (06년 11월-07년 1월 TBS, 카미사와 미츠구 역)
- 퍼즐 (07년 아사히TV, 오오다카 마사노리 역)
- 사신의 발라드 (07년 3월 TV도쿄, 제10화 상흔의 꽃 Low Blood Pressure, 제12화 사신의 발라드 Momo the girl of death, 하야마 마코토 역)
- 맛있는 학원 (07년 4월-6월 TV도쿄, 난고 유지 역)
- 가면라이더 덴오 (07년 5월-08년 1월 아사히TV, 사쿠라이 유토/가면라이더 제로노스 역)
- 태양과 바다의 교실 (08년 7월-9월 후지TV, 미사키 마사유키 역)
- 트윈스피카 (09년 6월-7월 일본NHK, 스즈키 슈 역)

### TV 애니메이션
- 미기일족(美肌一族) (08년 10월-12월 TV도쿄, 미나모토 츠요시 역, 성우)

### 사진집
- D-BOYS 사진집 [D-BOYS] (05)
- D-BOYS 사진집 [START!] (06)
- 개인 사진집 [憂一] (08)
- D-BOYS PHOTOBOOK [DASH!] (08)